# فريدرش الثالث (دوق هولشتاين-غوتورب)
فريدرش الثالث دوق هولشتاين-غوتورب (22 ديسمبر 1597 - 10 أغسطس 1659)؛ كان دوق هولشتاين-غوتورب، هو الابن البكر لدوق هولشتاين-غوتورب يوهان أدولف وأميرة الدنمارك أوغوستا، كانت والدته ابنة فريديريك الثاني ملك الدنمارك.
كان لديه خطط طموحة فيما يتعلق بتطوير التجارة البحرية، ولهذا الغرض أسس مدينة فريدريشتات في عام 1621 مناصفةً مع مدينة جلوكشتات التي أنشأها خاله كريستيان الرابع ملك الدنمارك والنرويج في عام 1617، علاوة على ذلك حاول إيجاد طريق تجاري نحو روسيا وبلاد فارس بحيث يمر عبر أفريقيا، ولهذا السبب أرسل في 6 نوفمبر 1633 رحلة استكشافية من هامبورغ إلى موسكو تحت إدارة الوكيل التجاري أوتو بروجمان ومستشار الدوق فيليب كروسيوس ومع آدم أوليريوس كسكرتير، في 14 أغسطس 1634 وصل الوفد إلى موسكو، على الرغم من أنه لم ينجح في إبرام اتفاقية تجارية مع القيصر ميخائيل الأول الروسي، إلا أنه مباشرة بعد عودة الوفد نحو غوتورب في 6 أبريل 1635، بدأ فريدرش في التحضير للبعثة التالية، ففي عام 1636 أرسل وفده إلى بلاد فارس، وفي عام 1639 أرسل الشاه صفي الصفوي وفدًا مع هدايا للدوق.
واجهت المهمة الصعبة المتمثلة في قيادة البلاد أثناء حرب الثلاثين عامًا الدامية، جرب فريدرش سياسة الحياد، وهو ما يعني عملياً رفض الاتحاد مع الدنمارك والميل نحو السويد، وفي عام 1654 استضاف كريستينا ملكة السويد التي تنازلت مؤخرًا عن العرش، وأيضا اقترحت على خليفتها توصي له اثنتين من بناته كعرائس محتملات، وبهكذا تزوجت ابنته هيدفيغ إليونورا من الملك كارل العاشر ملك السويد، أدت سياسة فريدرش المؤيدة للسويد إلى إضعاف موقف أسرة هولشتاين-غوتورب لاحقاً.
كان فريدرش باعتباره راعي الفن والثقافة أكثر نجاحًا، وكذلك أسس في 3 سبتمبر 1642 مع لودفيغ الأول أمير أنهالت-كوثن جمعية فرويتبيرينغ التي تهدف إلى توحيد اللغة الألمانية العامية وترويج لها كلغة علمية وأدبية، علاوة على ذلك فقد ساهم في صنع مجسم غوتورف (هو مجسم كرة أرضية).

## الذرية
تزوج في درسدن في 21 فبراير 1630 من الأميرة ماري إليزابيث الساكسونية ابنة الناخب يوهان غيورغ الأول الساكسوني وماغدالينه سيبيل البروسية، وأنجبت له:
1. صوفي أوغست (5 ديسمبر 1630 - 12 ديسمبر 1680)؛ تزوجت في 16 سبتمبر 1649 من يوهان السادس، أمير أنهالت-تسربست، لهم ذرية، ومن نسلها كاترين الثانية إمبراطورة روسيا وجورج الثالث ملك المملكة المتحدة.
2. ماغدالينه سيبيله (24 نوفمبر 1631 - 22 سبتمبر 1719)؛ تزوجت في 28 نوفمبر 1654 من غوستاف أدولف، دوق مكلنبورغ-غوسترو، لهم ذرية بما في ذلك لويز ملكة الدنمارك قرينة الملك فريديريك الرابع ملك الدنمارك.
3. يوهان أدولف (29 سبتمبر 1632 - 19 نوفمبر 1633).
4. ماري إليزابيث (6 يونيو 1634 - 17 يونيو 1665)؛ تزوجت في 24 نوفمبر 1650 من لودفيغ السادس، لاندغراف هسن-دارمشتات، لهم ذرية.
5. فريدرش (17 يوليو 1635 – 12 أغسطس 1654).
6. هيدفيغ إليونورا (23 أكتوبر 1636 - 24 نوفمبر 1715)؛ تزوجت في 24 أكتوبر 1654 من كارل العاشر ملك السويد، لهم ذرية..
7. أدولف أغسطس (1 سبتمبر – 20 نوفمبر 1637).
8. يوهان غيورغ (8 أغسطس 1638 - 25 نوفمبر 1655).
9. آنا دوروثيا (13 فبراير 1640 - 13 مايو 1713).
10. كريستيان ألبرشت، دوق هولشتاين-غوتورب (3 فبراير 1641 - 6 يناير 1695).
11. غوستاف أولرش (16 مارس - 23 أكتوبر 1642).
12. كريستين سابينه (11 يوليو 1643 - 20 مارس 1644).
13. أوغست فريدرش (6 مايو 1646 - 2 أكتوبر 1705)؛ الأمير الوصي على عرش يوتين والأمير الأسقف لوبيك، ليس لديه أبناء.
14. أدولف (24 أغسطس - 27 ديسمبر 1647).
15. إليزابيث صوفي (24 أغسطس - 16 نوفمبر 1647)؛ توأم أدولف.
16. أوغوستا ماريا (6 فبراير 1649 - 25 أبريل 1728)؛ تزوجت في 15 مايو 1670 من فريدرش السابع مرغريف بادن دورلاخ، لهم ذرية.

ومن نسله الذكوري ينتسب إليه العائلة الروسية الإمبراطورية وكذلك العائلة السويدية المالكة السابقة والعائلة الحاكمة في دوقية أولدنبورغ وأولدنبورغ الكبرى.